# Cine Brasília
O Cine Brasília é um tradicional cinema brasileiro, situado na entrequadra EQS 106/107 de  Brasília, no Distrito Federal, compondo o Lúcio Costa idealizou como Quadra Modelo. Representa hoje um raridade: os cinemas fora dos shoppings e grandes complexos culturais; os cinemas de rua.
O prédio foi projetado pelo arquiteto Oscar Niemeyer, com calculo estrutural do engenheiro Joaquim Cardozo e construído pela Novacap, que logo o arrendou para a Companhia Cinematográfica Luiz Severiano Ribeiro. Foi inaugurado em 22 de abril de 1960, durante os festejos de inauguração da capital brasileira, e serve desde o início até hoje como a sede do Festival de Brasília do Cinema Brasileiro
O cinema foi inaugurado um dia depois da cidade (Brasília) e iria contar com a presença do presidente JK, mas devido ao atraso nas homenagens ao Cardeal Cerejeiras essa função foi assumida por Israel Pinheiro, que procedeu ao corte da fita inaugural, dando início a primeira sessão de cinema no Cine Brasília que contou com os filmes norte-americanos Anáguas a bordo (1959) e A Canoa Furou (1959) com cinema lotado. Juscelino chegou acompanhado de sua esposa e filhas, mas participou brevemente pois havia ainda outros compromissos a participar. Além dos filmes, houve apresentação de quatro orquestras: Sinfônica de Belo Horizonte, Teatro Municipal de São Paulo, Teatro Municipal do Rio de Janeiro e Sinfônica Brasileira
Já havia na cidade outros dois cinemas, mas ambos eram localizados na Cidade Livre, e nenhum tinha o conforto e a sofisticação do Cine Brasília. No início tinha a função de entreter os trabalhadores que foram trabalhar na capital, mas devido a sua localização acabou atendendo ao público das asas sul e norte.

Niemeyer fez o projeto do Cinema.

Em 1975 passou por uma grande reforma, e foi reaberto em 7 de julho de 1976, exibindo os filmes A Pedra da Riqueza, de Vladimir Carvalho e Lição de Amor, de Eduardo Escorel. Além de sua programação cinematográfica, realiza exposições de arte, cursos, seminários e outros eventos. Tem uma capacidade de 606 assentos (originalmente 1.200) e uma tela de 14 x 6,30 metros.
A outra grande reforma foi concluída em 2013 e o cinema passou por obras estruturais, troca das poltronas, do telão, do sistema de ar condicionado, adaptação para acessibilidade. Tudo isso foi entregue ao público para o 46º Festival de Brasília do Cinema Brasileiro.
Apesar de já ter exibido filmes comerciais por longo período, principalmente durante o tempo em que ficou arrendado para a iniciativa privada, com o tempo passou a valorizar a exibição de produções nacionais, e produções internacionais, que em sua maioria são oriundas de embaixadas de países com uma cinematografia rara e original.
O cinema hoje faz parte dos espaços culturais da Secretaria de Cultura e Economia Criativa do Distrito Federal - SECEC e exibe filmes que fogem do mainstream e trabalha a perspectiva de formação de plateia e enriquecimento da cultura nacional.

## Projetos
Em parceria com as secretarias de Educação e Cultura o Cine Brasília abraça dois projetos:
Concertos Didáticos: apresentação da Orquestra Sinfônica de Brasília para os alunos da rede pública de ensino do DF.
Escola vai ao cinema: o cinema faz uma sessão cinema toda semana para uma média de 500 alunos da rede pública de ensino.

## Tombamento
O Cine Brasília faz parte daquilo que chamamos de três instâncias de tombamento: pela UNESCO - Lista do patrimônio Mundial Inscrição nº 445 de 1987, pelo Governo do Distrito Federal - Decreto nº 10.829 de 1987 (Tombamento Distrital) e pelo IPHAN - Portaria nº 314 de 1992 (Tombamento Federal).